# Верхняя Паниха
Верхняя Паниха — река в России, протекает в Пермском крае.

## Описание
Протекает по территории Красновишерского района Пермского края. Исток реки находится на северных склонах горы Пропащая (839 м НУМ) в 16 км к северо-востоку от посёлка Велс. Течёт главным образом в западном и юго-западном направлениях. Устье реки находится в 281 км по левому берегу реки Вишера. Длина реки составляет 12 км.

## Данные водного реестра
По данным государственного водного реестра России относится к Камскому бассейновому округу, водохозяйственный участок реки — Кама от водомерного поста у села Бондюг до города Березники, речной подбассейн реки — бассейны притоков Камы до впадения Белой. Речной бассейн реки — Кама.
Код объекта в государственном водном реестре — 10010100212111100004273.